# EsCert
L'equip de respostes a emergències informàtiques (esCERT-UPC) és una organització creada per respondre i gestionar incidents de seguretat informàtica a l'administració pública i altres sectors. Aquest equip proporciona informació per neutralitzar incidents i prendre precaucions contra amenaces de virus que poden comprometre la disponibilitat i la confiança en les xarxes. La seva creació s'emmarca dins del Ministeri de Ciència i Tecnologia a través de la Superintendència de Serveis de Certificació Electrònica.
Existeixen molts tipus de Certs: autofinançats, dependents d'universitats, d'empreses o de governs.

## Història
L'esCERT va ser fundat a finals del 1994 dins del Departament d'Arquitectura de Computadors de la Universitat Politècnica de Catalunya (UPC). El director, Manel Medina, va liderar el primer centre espanyol dedicat a assessorar, prevenir i resoldre incidències de seguretat en entorns telemàtics. Aquest equip és una branca espanyola del CERT (Computer Emergency Response Team), una xarxa global creada el 1988 per DARPA.

## Objectius
Els principals objectius són:
- Informar sobre vulnerabilitats de seguretat i amenaces.
- Divulgar i posar a disposició de la comunitat informació que permeti prevenir i resoldre incidents de seguretat.
- Realitzar investigacions relacionades amb la seguretat informàtica.
- Educar a la comunitat en general sobre temes de seguretat.

L'esCERT-UPC ajuda i assessora en temes de seguretat informàtica i gestió d'incidents en xarxes telemàtiques. Aquest equip col·labora amb altres centres similars arreu del món, 54 dels 90 membres de la xarxa global són europeus.

## Col·laboracions
En l'àmbit internacional és membre acreditat de FIRST (Forum of Incident Response and Security Teams), principal fòrum de coordinació d'incidents de seguretat dels diferents CERTs de tot el món. També forma part del TF-CSIRT (Task Force-Collaboration of Incident Response Teams), a escala europea.
En l'àmbit espanyol l'UPC és membre de CSIRT-ES, grup de col·laboració entre els equips de seguretat espanyols.
Des del juny del 2013, esCERT-UPC s'incorpora a l'inLab FIB aportant tot el seu coneixement i experiència en l'àmbit de la Seguretat Informàtica.